# La caza de la codorniz
La Partie de chasse
Pour les articles homonymes, voir La Partie de chasse.
La caza de la codorniz (« La Partie de chasse » ou « La Chasse à la perdrix ») est un tableau de Francisco de Goya réalisé en 1775 et appartenant à la première série de cartons pour tapisserie destinée à la salle à manger du Prince des Asturies au palais de l'Escurial.

## Contexte de l'œuvre
La caza de la codorniz (« La chasse à la caille ») est un carton destinée à servir de modèle à une tapisserie qui devait décorer la salle à manger des princes à l'Escorial, ainsi que d'autres de formats divers représentant, par exemple, des chiens de chasse ou des outils de chasse, comme Perros y útiles de caza, La caza del jabalí ou Caza con reclamo, toutes datant de 1775. Tous les tableaux de la première série sont destinés à la salle à manger du Prince des Asturies, c'est-à-dire de celui qui allait devenir Charles IV et de son épouse Marie Louise de Parme, au palais de l'Escurial. Le tableau fut livré à la Fabrique royale de tapisserie avec le reste de la série le 24 mai 1775.
Au cours de cette première année de travail en tant que peintre de cartons de tapisserie pour la Fabrique royale de tapisserie, le travail de Goya est étroitement supervisé par son beau-frère Francisco Bayeu, qui a esquissé les ébauches sur lesquelles Goya a ensuite travaillé. La chasse à la caille révèle le style des cartonniers de la cour, notamment celui de José del Castillo et du frère de Francisco, Ramón Bayeu.
Le tableau fut considéré perdu jusqu'en 1869, lorsque la toile fut découverte dans le sous-sol du Palais royal de Madrid par Gregorio Cruzada Villaamil, et fut remise au musée du Prado en 1870 par les ordonnances du 19 janvier et du 9 février 1870, où elle est exposée dans la salle 90 sous le numéro 753, étant de pair avec Chasse avec un appeau. La toile est citée pour la première fois dans le catalogue du musée du Prado en 1876.
La série était composée de Perros y útiles de caza, Caza con reclamo, La Caza de la codorniz, El Pescador de caña, Cazador cargando su escopeta, El Cazador con sus perros, La Caza del jabalí, Caza muerta et Muchachos cazando con mochuelo.

## Description et analyse
Le tableau montre différents moments de la chasse à la caille. Au premier plan, à droite, on voit un chasseur avec son chien qui suit. Puis, un peu plus loin à gauche en arrière-plan, le coup de feu est tiré alors que le chien attend en position accroupie. À l'arrière-plan et suivant un parcours diagonal, deux hommes apparaissent sur la droite et, plus loin sur la gauche, un groupe de cavaliers et de chiens rattrapant la proie.
Le but de la composition était de donner de la variété à l'unité thématique de la chasse à la caille en décrivant tous ses moments typiques, c'est-à-dire pittoresques. Mais la difficulté réside dans la réalisation de l'interrelation des différents motifs représentés, que dans ce tableau, qui appartient à la première série de tapisseries, Goya ne parvient pas à résoudre avec solvabilité. En effet, il dispose les groupes séparés par des pentes afin de ne pas créer de confusion entre les groupes de figures, au prix de les isoler et de briser leur unité. D'autre part, le tableau pourrait être compris comme une succession de vignettes représentant les différents moments de la chasse dans un ordre chronologique, mais Goya n'a pas opté pour ce type de fragmentation dans ses caricatures. Dans ses séries ultérieures, il parvient à unifier l'ensemble de la scène avec plusieurs personnages, trouvant des solutions de composition plus naturelles, comme on peut le voir seulement deux ans plus tard, en 1777, dans El paseo de Andalucía, où le mouvement du couple est lié aux événements brutaux qui peuvent se produire quelques instants plus tard et aux regards des hommes masqués qui les entourent et préludent à un conflit.